# Hebreeuwse Universiteit van Jeruzalem

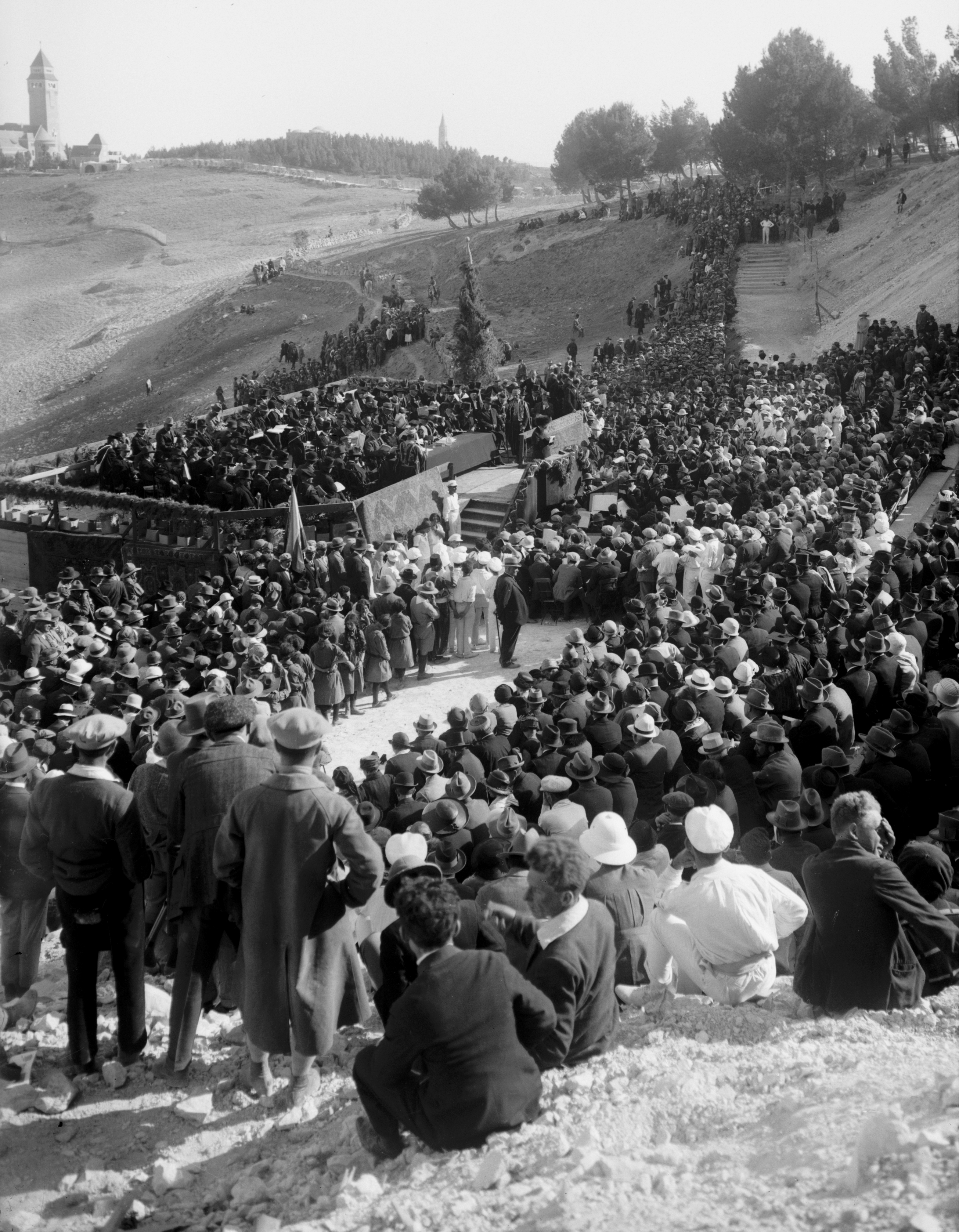
de openingsceremonie in Scopusberg - 1925

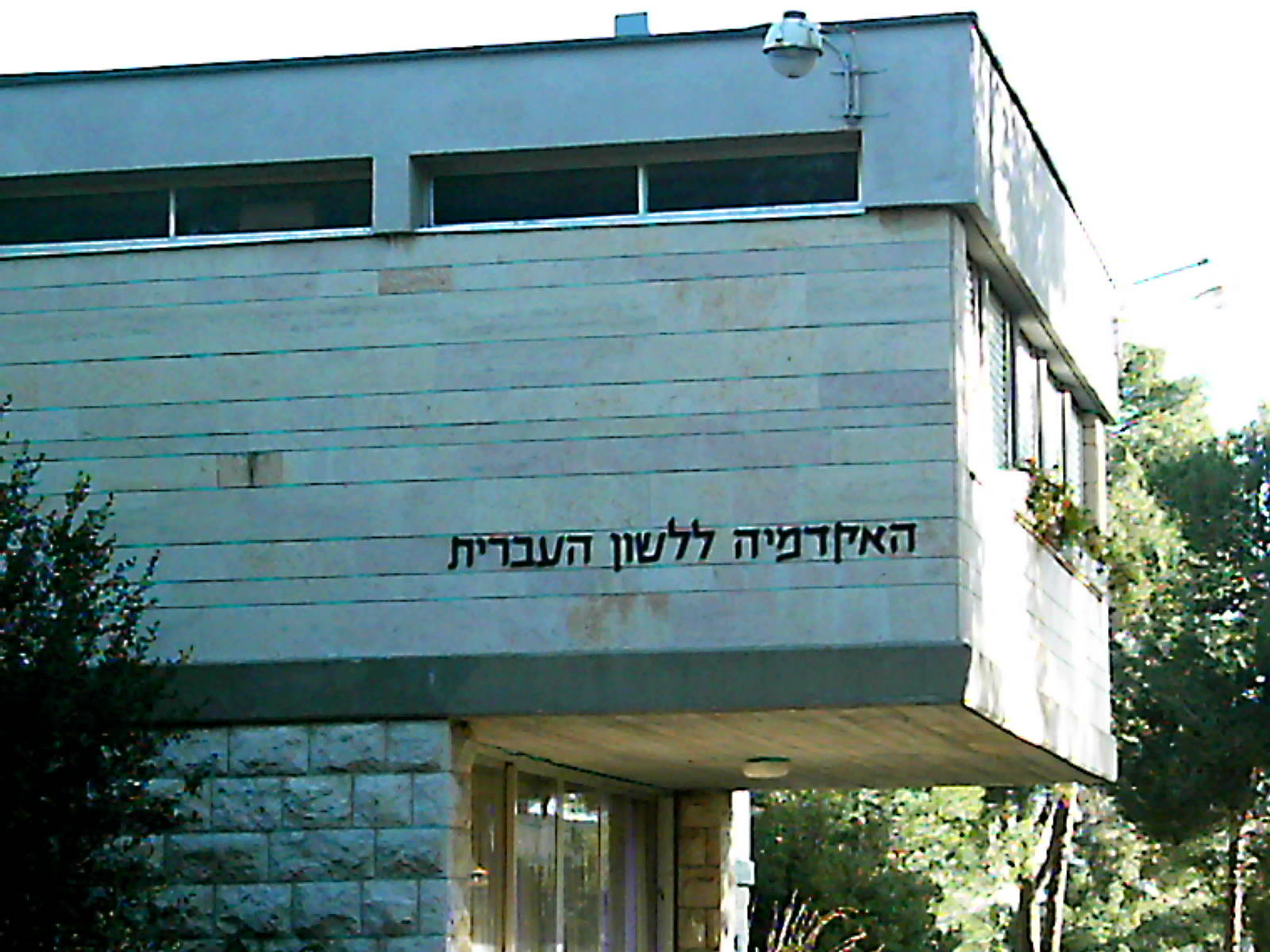
Academie voor de Hebreeuwse Taal

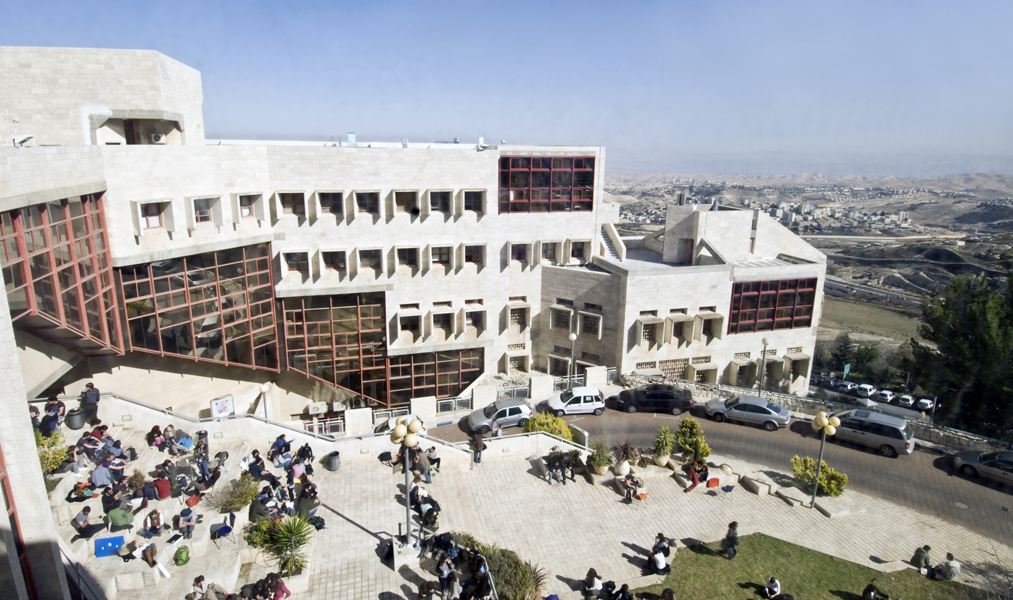
Bezalel Academy of Art and Design - de nationale kunstacademie van Israël

De Hebreeuwse Universiteit van Jeruzalem (Hebreeuws: האוניברסיטה העברית בירושלים - ha-Universita ha-Ivrit B'irushalayim, Arabisch: الجامعة العبرية في القدس - al-Ǧāmiʻah al-ʻIbriyyah fil-Quds, Engels: Hebrew University of Jerusalem, afgekort HUJI) is een van de oudste van de acht universiteiten in Israël, opgericht in 1925 op de Scopusberg. Het is ook een van de grootste en meest vooraanstaande instituten voor hoger onderwijs en onderzoek in het land.

## Geschiedenis
Een van de idealen van de zionistische beweging was om een Hebreeuwse universiteit op te richten in het 'Het land van Israël' (Palestina). De oprichting van de universiteit werd al op de Kattowitz-conferentie van 1884 voorgesteld. Een voorstander voor dat idee was de Joods-Amerikaanse natuurkundige Albert Einstein die later als lid van de Raad van Bestuur aftrad uit protest tegen het beleid. Zijn persoonlijke eigendom (inclusief imago) en zijn geschriften zijn aan de universiteit nagelaten.
Tijdens de Israëlische Onafhankelijkheidsoorlog in 1948 werd de universiteit, die illegaal gebouwd was op grondgebied van Oost-Jeruzalem meerdere malen aangevallen door Arabische milities. Toen een medisch konvooi van het met de universiteit geaffilieerde Hadassah Ziekenhuis werd aangevallen, werd besloten om de universiteit op de Scopusberg te sluiten. Daarvoor in de plaats werd de Givat Ram-campus in West-Jeruzalem ontwikkeld.
Na de bezetting van Oost-Jeruzalem tijdens de Zesdaagse Oorlog in 1967, vestigde de universiteit zich weer op de Scopusberg en werd vervolgens gerenoveerd. In 1981 was de renovatie klaar en werd het weer de hoofdcampus van de universiteit. Een campus van de universiteit werd op de ruïnes van het Palestijnse dorp Sheikh Badr gebouwd.
Op 31 juli 2002 liet een Palestijnse constructiewerker een bom exploderen in het Frank Sinatra-restaurant van de universiteit, rond 13:30 uur. Negen mensen kwamen hierbij om, en 85 gewonden vielen, waarvan veertien ernstig. De meeste gewonden waren tussen de 18 en 30 jaar oud. De dader bleek een pakketje, met daarin de bom, te hebben achtergelaten in het restaurant, kort voordat de bom explodeerde. Hamas claimde de verantwoordelijkheid.

## Bekende (voormalige) stafleden
- Dorit Aharonov, computerwetenschappen
- Robert Aumann, speltheorie
- Jean Bourgain, wiskundige
- Martin Buber, godsdienstfilosoof
- Trude Dothan, archeologie
- Adolf Fraenkel, wiskunde
- Leah Goldberg, literatuurwetenschappen
- Carl Gustav Hempel, wetenschapsfilosofie
- Daniel Kahneman, gedragsfinanciën
- Avishai Margalit, filosofie
- Benjamin Mazar, archeologie, van 1953 tot 1961 rector van de universiteit
- Michael Rabin, computerwetenschappen
- Chana Safrai, judaïstiek
- Gershom Scholem, Joodse mystiek
- Benny Shanon, psycholoog en taalkundige
- Johannes van Staden, botanicus
- George Mosse, historicus

## Alumni
- Rachel Adatto, gynaecologe, advocate en politica
- Miriam Adelson, arts, miljardair en filantrope
- Dorit Aharonov, computerwetenschapper
- Bernardo Arévalo, Guatemalteeks politicus
- Ehud Barak, voormalig premier
- Nir Barkat, ondernemer en politicus (burgemeester van Jeruzalem)
- Benny Begin, geoloog en politicus
- Eli Ben-Dahan, rabbijn en politicus
- Tova Ben Zvi, zangeres en muziekpedagoog
- Erez Biton, dichter en psycholoog
- Ahron Bregman, politicoloog
- Elias Chacour, Melkitisch aartsbisschop van Galilea
- Aaron Ciechanover, bioloog, Nobelprijswinnaar
- Martin van Creveld, militair historicus
- Danny Danon, politicus
- Amitai Etzioni, socioloog
- Issawi Frej, politicus
- Avi Gabai, topfunctionaris en politicus
- Zehava Gal-On, politica en activiste
- Raoul Heertje, Nederlands tekstschrijver en stand-upcomedian
- Tal Ilan, professor judaïstiek en lexicograaf
- Daniel Kahneman, psycholoog, Nobelprijswinnaar
- Yisrael Katz, politicus
- Ephraim Katzir, voormalig president, biofysicus (overleden)
- Daphne Koller, oprichter Coursera
- Pinchas Lapide, diplomaat en theoloog (overleden)
- Avishai Margalit, filosoof, schrijver
- Mordecai Naor, geschiedkundige
- Yitzhak Navon, voormalig president
- Ehud Olmert, voormalig premier
- Ilan Pappé, geschiedkundige en politiek wetenschapper
- Michael Rabin, computerwetenschapper
- Reuven Rivlin, politicus (president)
- Chana Safrai, judaïste (overleden)
- Ariel Sharon, voormalig premier
- Dov Shilansky, advocaat en politicus (overleden)
- Yochanan Vollach, voetballer en voetbalbestuurder
- Yigael Yadin, operbevelhebber, vicepremier, archeoloog (overleden)